# František Peterka (malíř)
František Peterka (26. dubna 1920 Oltyně – 11. září 2007 Soběslav) byl český akademický malíř, grafik, ilustrátor, člen SČUG Hollar.

## Mládí a studia
Narodil se v nemajetné rodině zemědělského dělníka jako první ze tří dětí. Do školy začal chodit (1926) v obci Tučapy, kde bydleli (1925–1929), po přestěhování do Podolí (zemědělský dvůr ležící mezi Čenkovem u Malšic a Skrýchovem) chodil do školy ve Skrýchově. Rád a dobře kreslil. V roce 1931 začal studovat na osmiletém gymnáziu v Táboře. Z finančních důvodů však po skončení sekundy přešel do třetí třídy měšťanské školy, v roce 1935 nastoupil do učení na strojního zámečníka v malé továrně v Malšicích. Zde pak pracoval jako tovaryš, v lednu 1943 byl totálně nasazen v Saalfeldu v Německu jako frézař u firmy Zeiss. Zde vážně onemocněl a po měsíci na marodce pracovního lágru byl odeslán domů, kde se zvolna zotavoval a pracoval na podolském statku.
V klidu malé obce začal jak doma, tak v přírodě, pilně kreslit a malovat; po skončení německé okupace ČSR odjel koncem května 1945 na doporučení profesora Lašky do Prahy, udělal zkoušky a začal studovat na Akademii výtvarných umění v Praze. Nejprve v ateliéru prof. Vladimíra Pukla, pak ve všeobecné škole. „Samorost“ Peterka, zvyklý na volný prostor a na přírodu, se nemohl smířit s tvorbou v ateliéru a s tehdejší „drezúrou výuky“, měl problémy a hrozilo mu i vyloučení. V druhém roce však začal pracovat v grafických materiálech a technikách, perokresbě, leptu. Učení se mu dařilo, byl zručný a na konci druhého roku získal za soubor leptů druhou cenu. O prázdninách vykonal základní vojenský výcvik (Klatovy, Šumava). Absolutorium na AVU získal v roce 1949 a rozhodl se pro návrat na jih Čech. V roce 1950 se oženil, bydlel dál v Podolí a po několikaleté úpravě domku v Čenkově se zde usadil natrvalo.

## Dílo a uznání
Peterkův talent se potvrdil již brzy při studiu, např. lepty Žňové práce na poli a Podobizna otce či prvními dřevořezy Polibek, Lučina, Bolest. Po škole doma usilovně pracoval a hledal svoji cestu a výraz; ve skromné dílně začalo vznikat velké množství kreseb z prostředí venkova, přírody a domova a také dřevořezy. Snaha se setkala s ohlasem. Byl přijat za člena nové tvůrčí skupiny M57; jeho díla si povšimla i kritika na Výstavě mladých v Brně na jaře 1958; jako čtyřicetiletý měl svoji první samostatnou výstavu. Jeho jméno pronikalo do širšího kulturního povědomí a samotářský život mimo výtvarná centra se u něho stal spíše předností; z celého díla je cítit vroucí poměr k rodnému kraji.
František Peterka se věnoval jak ilustraci knih (pro edice České básně a Klub přátel poezie, po r. 1963 i spolupráce s nakladatelstvími Československý spisovatel, Odeon, Mladá fronta), koláži a pastelu, tak dřevořezu, příležitostně i dřevorytu a linorytu, známé jsou jeho ex libris i dekorace v interiérové architektuře (například návrh dekorativní mříže pro dveře Muzea v Soběslavi). Tvořil také v oblasti leptu, miniatur a tepané mědi. Byl činný ve výtvarných sdruženích a komisích (SČVU a Alšova jihočeská galerie); od r. 1958 byl členem Sdružení českých umělců a grafiků Hollar; jeho výtvarná forma byla roku 1983 oceněna titulem zasloužilého umělce; získal Jihočeskou výtvarnou cenu, výroční cenu SČVU a slovenskou cenu ČFVU.

### Výstavy
Dílo Františka Peterky bylo zastoupeno:
- v Československu na více než 100 výstavách a přehlídkách, ať samostatných nebo kolektivních (z nich bylo přes 10 na Slovensku);
- svoji první samostatnou výstavu měl v Praze v divadle Rokoko (20 kreseb, 2 lepty a 7 dřevořezů – z cyklu „Krajiny“)
  - a další na jaře 1963 v divadle Na zábradlí v Praze (20 grafických listů a 3 kresby)
- mnohokrát vystavoval v jihočeském kraji, např. Tábor-10x; Soběslav-8x; České Budějovice-16x a v jiných městech

- v zahraničí na více než 80 výstavách a přehlídkách či jiných kulturních akcích;
  - poprvé vystavoval v Lipsku-Německo roku 1961 - (Česká grafika – Artia); (dále v mnoha zemích Evropy, např.: Finsko, Norsko, Polsko, Švédsko, Maďarsko, Itálie, Švýcarsko, Portugalsko, Anglie, SSSR)
  - v zámoří poprvé roku 1966 v Québecu-Kanada - (Česká grafika – Hollar);
  - a v letech 1970 a 1971 v Brazílii-(Československá grafika – Národní galerie); (dále např.: Kuba, Vietnam, Argentina).

Z dalších účastí:
- v roce 1982 byla jeho práce vystavena v Anglii na kongresu ex libris v Oxfordu.
- v roce 1996 byl zastoupen ve skupině jihočeských výtvarných umělců v Irsku na výroční členské výstavě Královské irské Akademie v Gallagher Gallery v Dublinu Academy without Walls (14. 10. – 2. 11. 1996).
- František Peterka byl oceněn na VIII. ročníku Trienále českého ex libris v Chrudimi v roce 1996 u příležitosti XXII. světového kongresu F.I.S.A.E.;
  - a v roce 2002- u příležitosti jubilejního X. Trienále českého ex libris - získal Cenu za celoživotní dílo v tvorbě ex libris od Památníku národního písemnictví v Praze.
- V roce 2003 se v Nové výstavní síni v Chrudimi (10. 9. – 23. 11.) konala výstava František Peterka – grafika, koláže, exlibris;
- v roce 2005 se v rámci 120. výročí otevření knihovny v Českých Budějovicích konala (5. 3. – 2. 4.) v Galerii u Schelů výstava, viz také:  ;
- v prosinci 2005 se v nově zřízené galerii při malšické knihovně konala výstava Kořeny – raná díla Františka Peterky.

Svými díly je zastoupen v Národní galerii, v Alšově jihočeské galerii, v dalších předních českých a slovenských výtvarných galeriích, muzeích a soukromých sbírkách.